# سردونغ
سردونغ (بالإنجليزية: Xardong)‏ هي منطقة سكنية تقع في الصين في أزمة التبت والصين. يقدر عدد سكانها بـ
- نسمة .